# Federal Hockey League 2012-2013
La Federal Hockey League 2012-2013 è stata la terza edizione di questo campionato.

## Squadre partecipanti
Numerosi sono i cambiamenti rispetto alla stagione precedente: il numero di squadre è sceso da 8 a 6. Sono infatti state sciolte Brooklyn Aviators, Delaware Federals e Akwesasne Warriors, mentre si sono aggiunti alla lega i Dayton Demonz.
Inoltre, i campioni in carica dei New Jersey Outlaws hanno cambiato città, spostatndosi a Williamsport, Pennsylvania, e cambiando conseguentemente nome in Williamsport Outlaws. Il 22 gennaio 2013 la squadra fu sciolta e ricreata come Pennsylvania Blues, ma anche quest'ultima fu definitivamente sciolta dopo soli 4 incontri.
Nel corso della stagione, anche i Cape Code Bluefins hanno cambiato sede, spostandosi a Cortland, nello Stato di New York e divenendo New York Bluefins. All'inizio di febbraio 2013, la squadra fu sciolta.

## Stagione Regolare
| Squadra                 | PG       | V        | VOT      | POT      | P        | GF       | GS       | Pt       |
| ----------------------- | -------- | -------- | -------- | -------- | -------- | -------- | -------- | -------- |
| Dayton Demonz           | 51       | 36       | 6        | 3        | 6        | 320      | 183      | 123      |
| Danbury Whalers         | 51       | 24       | 4        | 6        | 17       | 218      | 188      | 86       |
| 1000 Islands Privateers | 53       | 18       | 5        | 4        | 26       | 188      | 213      | 68       |
| Danville Dashers        | 54       | 18       | 5        | 4        | 26       | 220      | 268      | 65       |
| Williamsport Outlaws    | ritirata | ritirata | ritirata | ritirata | ritirata | ritirata | ritirata | ritirata |
| Cape Cod Bluefins       | ritirata | ritirata | ritirata | ritirata | ritirata | ritirata | ritirata | ritirata |
| New York Bluefins       | ritirata | ritirata | ritirata | ritirata | ritirata | ritirata | ritirata | ritirata |
| Pennsilvanya Blues      | ritirata | ritirata | ritirata | ritirata | ritirata | ritirata | ritirata | ritirata |

## Playoff
|  | Semifinali              | Semifinali              | Semifinali              | Semifinali              | Semifinali | Semifinali | Semifinali |  |  | Finale          | Finale          | Finale          | Finale          | Finale | Finale | Finale |  |
|  |                         |                         |                         |                         |            |            |            |  |  |                 |                 |                 |                 |        |        |        |  |
|  | Dayton Demonz           | Dayton Demonz           | Dayton Demonz           | Dayton Demonz           | 7          | 6          | 5          |  |  |                 |                 |                 |                 |        |        |        |  |
|  | Danville Dashers        | Danville Dashers        | Danville Dashers        | Danville Dashers        | 5          | 1          | 1          |  |  | Dayton Demonz   | Dayton Demonz   | Dayton Demonz   | Dayton Demonz   | 4      | 2      | 3      |  |
|  | Danbury Whalers         | Danbury Whalers         | Danbury Whalers         | Danbury Whalers         | 6          | 7          | 4          |  |  | Danbury Whalers | Danbury Whalers | Danbury Whalers | Danbury Whalers | 5      | 7      | 6      |  |
|  | 1000 Islands Privateers | 1000 Islands Privateers | 1000 Islands Privateers | 1000 Islands Privateers | 3          | 0          | 1          |  |  |                 |                 |                 |                 |        |        |        |  |

## Premi
| Premio                     | Vincitore                | Squadra                            |
| -------------------------- | ------------------------ | ---------------------------------- |
| MVP                        | Ahmed Mahfouz            | Dayton Demonz                      |
| MVP - Playoff              | Ahmed Mahfouz            | Dayton Demonz                      |
| Miglior portiere           | Mike Brown               | Danbury Whalers                    |
| Miglior difensore          | Peter Cintala            | Dayton Demonz                      |
| Miglior marcatore - Punti  | Trevor Karasiewicz (124) | Williamsport Outlaws Dayton Demonz |
| Miglior marcatore - Gol    | Ahmed Mahfouz (48)       | Dayton Demonz                      |
| Miglior marcatore - Assist | Trevor Karasiewicz (102) | Williamsport Outlaws Dayton Demonz |
| Rookie dell'anno           | Ryan Wiley               | Dayton Demonz                      |
| Miglior Plus/Minus         | Peter Cintala (+57)      | Dayton Demonz                      |
| Miglior allenatore         | Marc Lefebvre            | Dayton Demonz                      |